# Belize Barrier Reef
Das Belize-Barrier-Riff (engl. Belize Barrier Reef) in der Karibik ist das längste Barriereriff in der nördlichen Hemisphäre und weltweit das zweitgrößte Riffsystem – nach dem australischen Great Barrier Reef.

## Geographie
Das Belize-Barrier-Riff erstreckt sich über 256 km von der Halbinsel Yucatán an Belize (vormals Britisch Honduras) und den Islas de la Bahía vorbei bis zum Osten der honduranischen Nordküste. Etwa 450 Cayes, aus Korallen- und Sandablagerungen gebildete kleine Inseln, säumen das Riff. Die bekanntesten sind Ambergris Caye, Caye Caulker, Blackadore Caye und Long Caye; historisch bedeutend ist St. George’s Caye.

## Fauna und Flora
Das Riff bietet über 350 Fischarten eine Heimat. Etwa 65 Korallenarten kommen vor. Die Bestandsaufnahme der Fauna und Flora des Riffs ist noch lange nicht abgeschlossen. Schätzungsweise 90 % der kleinen Wirbellosen des Riffs sind noch nicht erforscht.

## Nutzung
Das Riffs wird seit den Zeiten der Maya befischt. Aufgrund seines Fischreichtums wird es seit dem 20. Jahrhundert auch für die kommerzielle Fischerei genutzt, ebenso von Anglern. Im Jahre 2010 wurde der Fischfang mit Trawlern vor der Küste von Belize verboten.
Seit den 1950er Jahren wird das Riff mehr und mehr für viele Arten des Wassersports in Anspruch genommen, insbesondere von Tauchern und Schnorchlern. 

## Naturschutz
Einige der Inseln und Riffabschnitte sind als Nationalpark oder Meeresreservat geschützt. Es handelt sich dabei um die Nationalparks Bacalar Chico und Laughing Bird Caye, die Nationaldenkmäler Great Blue Hole und Half Moon Caye sowie die Reservate South Wather Caye, Glover’s Reef und Sapodilla Cayes. Diese Bereiche stehen seit 1996 auch auf der UNESCO-Liste des Weltnaturerbes.
Auch in Belize leiden die Korallenriffe unter der Korallenbleiche. Zudem wurden Mangroven in großem Umfang abgeholzt. Das Barriereriff von Belize wurde daher auf die Liste des gefährdeten Welterbes der UNESCO gesetzt. Im Jahre 2015 verbot Belize Ölbohrungen im Meer. Dieser Schritt war eine der Bedingungen für die Streichung aus der Liste. Am 26. Juni 2018 konnte das Riff wieder von der Liste des gefährdeten Welterbes gestrichen werden.

## Atolle
Mit drei von vier karibischen Atollen verfügt Belize über die größte Dichte solcher Atolle in der gesamten Karibik. Das Great Blue Hole (Großes blaues Loch) mitten im Lighthouse Reef ist etwa 80 km von Belize City entfernt. Ursprünglich war es eine Höhle, die in sich zusammenbrach, als vor rund 10 000 Jahren Land im Meer versank. Auf der Meeresoberfläche ist ein Kreis mit 330 Meter Durchmesser sichtbar. Das Blue Hole ist 124 Meter tief und mit Stalaktiten und Stalagmiten besetzt. Bekannt geworden durch Jacques Cousteaus Fernsehfilm, ist es das bekannteste Tauchgebiet von Belize.

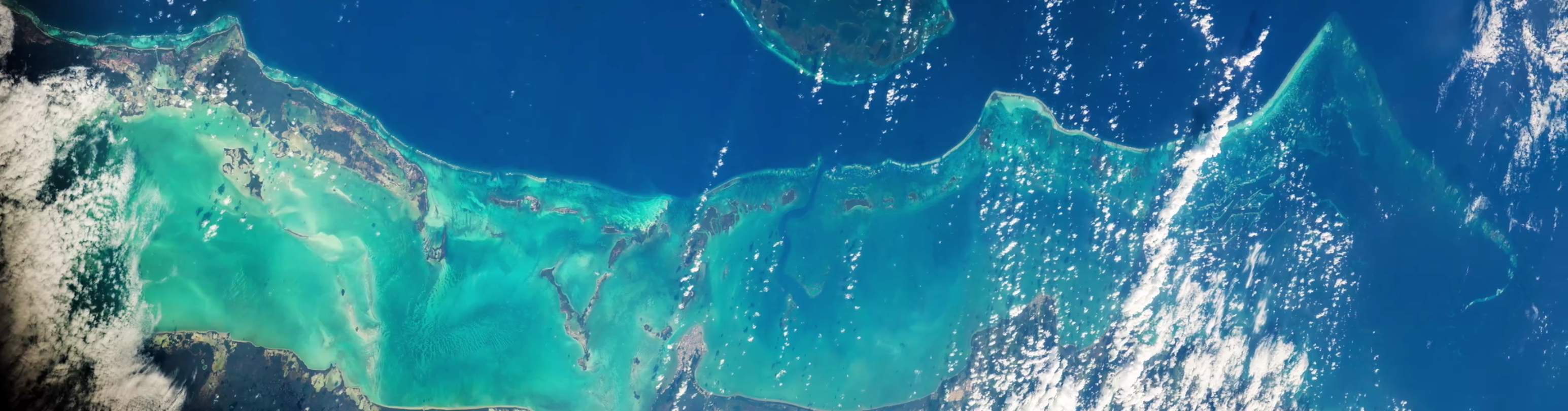
Das Belize Barrier Reef von der International Space Station aus gesehen